# أروهيروهي
أروهيروهي (بالإنجليزية: Arohirohi)‏ ربة السراب عند شعب الماوري.